# Organik
Organik è un album di Robert Miles pubblicato nel 2001.

## Tracce
1. TSBOL – 3:42
2. Separation – 4:30
3. Paths – 3:58
4. Wrong – 5:24
5. It's All Coming Back – 4:08
6. Pour Te Parler – 4:19
7. Trance Shapes – 3:53
8. Connections – 4:55
9. Release Me – 7:46
10. Improvisations Part 1 – 7:04
11. Improvisations Part 2 – 5:51
12. Endless – 8:00